# Werauhia werckleana
Werauhia werckleana là một loài thuộc chi Werauhia. Đây là loài bản địa của Costa Rica và México.

## Hình ảnh

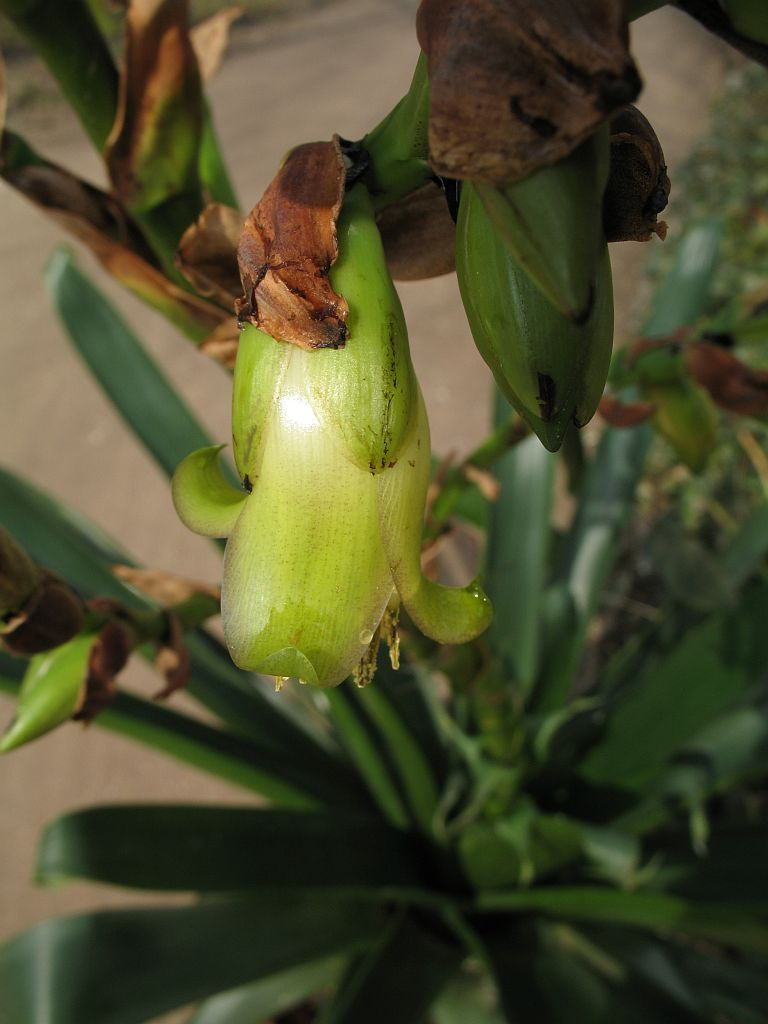
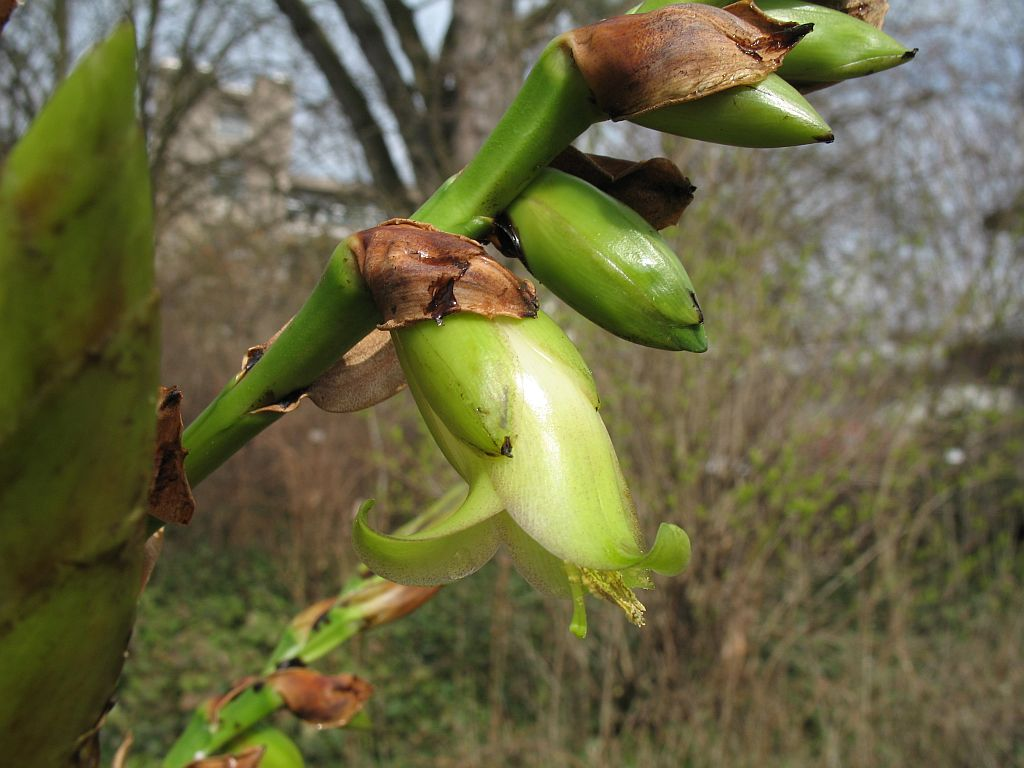
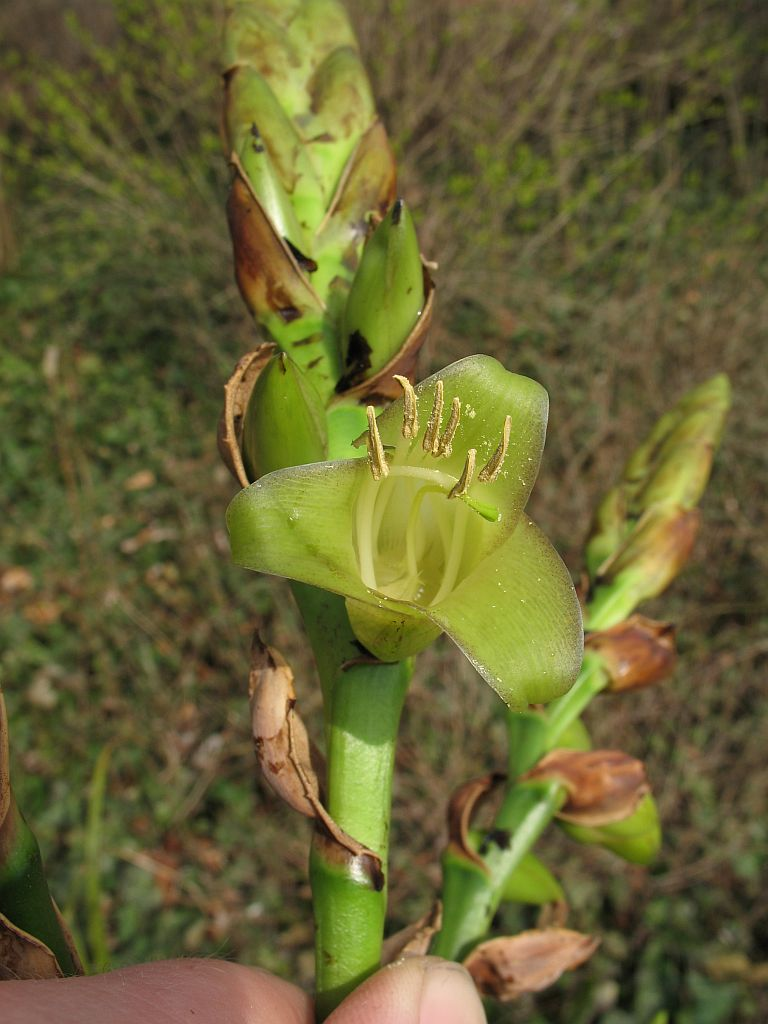
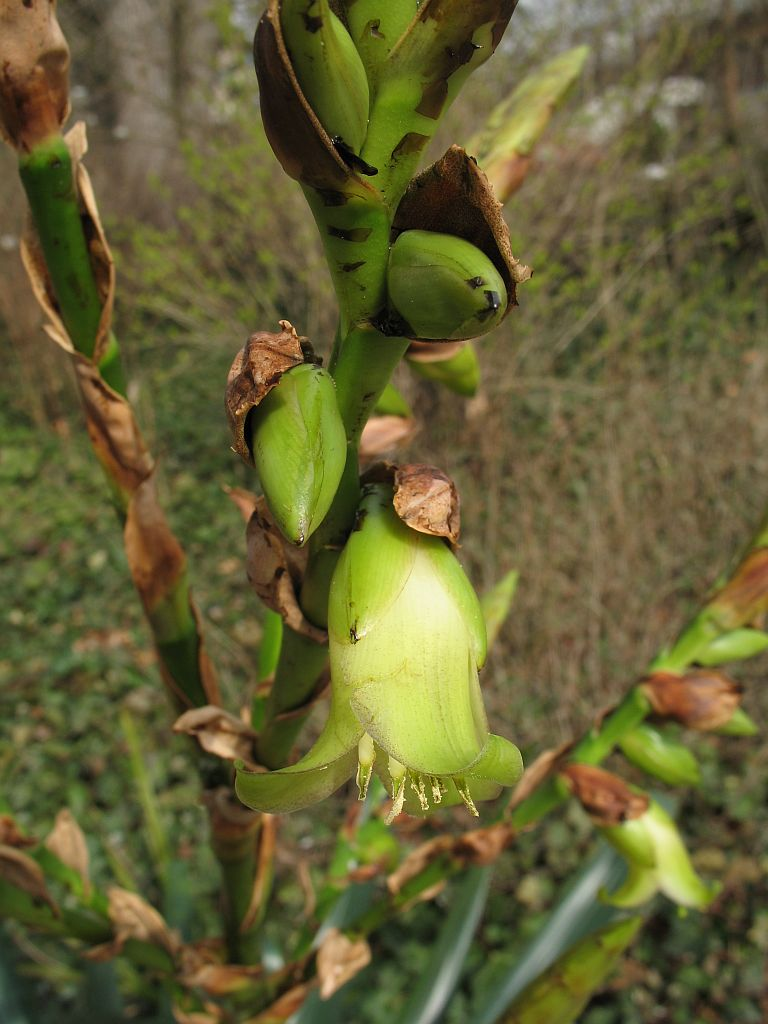